# Viliam
Viliam ist die slowakische Variante des Vornamens Wilhelm.
Bekannte Namensträger:
- Viliam Schrojf  (1931–2007), tschechoslowakischer Fußballtorwart
- Viliam Široký (1902–1971), Ministerpräsident der Tschechoslowakei
- Viliame Toma  (* 1979), fidschianischer Fußballspieler